# Dimitri Comnène Eudaimonoïoánnis
Pour les articles homonymes, voir Daimonoïoánnis.
Dimítrios Komninós Evdemonoïoánnis (grec moderne : Δημήτριος Κομνηνός Εὐδαιμονοϊωάννης), ou Dimitri Comnène Eudaimonoïoánnis était un fonctionnaire grec byzantin à Serrès dans les années 1360.
Il est attesté dans des documents comme képhale (gouverneur) de Serrès en 1360, et comme occupant le poste de katholikós kritís (juge principal des appels) dans la ville en 1365–66,. Bien que la ville ait fait partie de l'Empire serbe à l'époque, cependant, en tant qu'ancienne terre byzantine, son administration était effectuée selon le modèle byzantin et largement confiée aux Grecs locaux.